# Stationery Stores
Stationery Stores FC este un club de fotbal din Nigeria, fondat în 1958, își are sediul în orasul Lagos. Echipa concurează în prima ligă, primul eșalon al fotbalului nigerian.